# Proutia raiblensis
Proutia raiblensis is een vlinder uit de familie van de zakjesdragers (Psychidae). De wetenschappelijke naam van deze soort is voor het eerst geldig gepubliceerd in 1870 door Mann.
De soort komt voor in Europa.